# Basarabeasca
Basarabeasca (in russo Бессарабка, Bessarabka) è una città della Moldavia capoluogo del distretto omonimo di 11 192 abitanti al censimento del 2004
È situato nei pressi del confine con l'Ucraina a 94 km da Chișinău e 25 da Comrat lungo il fiume Cogilnic

## Storia
Nel territorio occupato oggi dalla città venne fondato nel 1846 un insediamento ebreo chiamato Romanovka in onore della famiglia Romanov. Con la legge del 1866 che vietava il possesso di terreno agli ebrei, gli abitanti si dedicarono al commercio. Secondo il censimento russo del 1897 il villaggio contava 1 625 abitanti, di cui il 71% di religione ebraica.
La ferrovia, arrivata all'inizio del XX secolo, contribuì allo sviluppo industriale e la popolazione crebbe fino ai 3 117 abitanti del 1923.
Nel 1957 il comune fu unito con la colonia tedesca di Heinrichsdorff e fu chiamato Basarabeasca (in russo Бессарабка). La popolazione nel 1968 ammontava a 13 300 abitanti

## Società

### Evoluzione demografica
In base ai dati del censimento, la popolazione è così divisa dal punto di vista etnico:
| Etnia       | Abitanti | %     |
| ----------- | -------- | ----- |
| Moldavi     | 3.465    | 30,96 |
| Ucraini     | 1.757    | 15,70 |
| Russi       | 2.374    | 21,21 |
| Gagauzi     | 1.954    | 17,46 |
| Bulgari     | 1.301    | 11,62 |
| Rumeni      | 11       | 0,10  |
| Altre etnie | 330      | 2,95  |

## Economia
Secondo i dati del censimento, più del 50% del territorio cittadino è destinato all'agricoltura. Tra le attività industriali presenti la più rilevante è la Căile ferate ale Moldovei che ha in città l'officina di riparazione delle carrozze ferroviarie che conta 523 addetti.